# 사직도서관
사직도서관은 광주광역시 소속의 시립도서관이다. 광주광역시 남구 제중로 56에 위치하고 있다.

## 시설 현황

### 지하 1층
- 한국화교실
- 이동도서 서고
- 서고
- 기간호실
- 식당
- 주방
- 전기실
- 보일러실
- 화장실
- 매점

### 지상 1층
- 디지털자료실
- 곰두리실
- 전산실
- 사무실
- 안내실
- 어린이실
- 숙직실
- 화장실

### 지상 2층
- 종합자료실
- 화장실
- 청소년상담
- 신문실[창고]

### 지상 3층
- 8열람실[일반]
- 7열람실[청소년열람실]
- 보존서고
- 보존서고
- 다목적실
- 화장실
- 휴게실
- 창고

### 지상 4층
- 4열람실[일반]
- 3열람실[청소년열람실]
- 2열람실[일반]
- 1열람실[일반]
- 화장실
- 휴게실
- 스터디실
- 흡연실

### 지상 5층
- 1연구실
- 2연구실

## 이동도서관(버스 운행)
- 운영시기: 주5일(월~금)
- 비치자료: 인문, 사회, 자연과학, 어린이도서 등
- 이용대상: 남구지역 주민, 공공기관 및 군부대
- 이용방법: 도서대출회원증 발급 후 대출
  - 대출권수 및 기간: 1인당 3권, 2주일간

### 운영 일정표
| 요일 | 운영지역 | 운영장소           | 운영시간      | 비고            |
| ---- | -------- | ------------------ | ------------- | --------------- |
| 월   | 송하동   | 덕남정수장         | 10:00 ~ 10:40 | 매월 둘째, 넷째 |
| 월   | 학동     | 행복재활원         | 11:00 ~ 11:30 | 매월 둘째, 넷째 |
| 화   | 진월동   | 한신2차            | 10:00 ~ 10:30 |                 |
| 화   | 진월동   | 아남               | 10:40 ~ 11:20 |                 |
| 화   | 송하동   | 삼익               | 14:30 ~ 15:10 |                 |
| 화   | 노대동   | 송화휴먼시아 3,4차 | 15:20 ~ 16:20 |                 |
| 수   | 봉선동   | 라인하이츠         | 10:00 ~ 10:30 |                 |
| 수   | 진월동   | 덕산               | 10:40 ~ 11:20 |                 |
| 수   | 진월동   | 현대2차            | 14:30 ~ 15:10 |                 |
| 수   | 진월동   | 풍림               | 15:20 ~ 16:20 |                 |
| 목   | 주월동   | 해태1차            | 10:00 ~ 10:30 |                 |
| 목   | 풍암동   | 한국               | 10:40 ~ 11:20 |                 |
| 목   | 송암동   | 남부소방서         | 14:30 ~ 15:10 |                 |
| 목   | 대촌동   | 한일베라체         | 15:30 ~ 16:20 |                 |
| 금   | 화정동   | 보건환경연구원     | 10:00 ~ 10:30 |                 |
| 금   | 화정동   | 시체육회           | 10:40 ~ 11:20 |                 |
| 금   | 풍암동   | 우미광장           | 14:30 ~ 15:20 |                 |
| 금   | 풍암동   | 주은모아           | 15:30 ~ 16:20 |                 |

## 개인 연구실
- 근거: 광주광역시립도서관관리운영조례 제8조, 동시행규칙 제 13조
- 좌석 수: 33석
- 대상: 시립도서관 개인연구실 사용 신청자
- 사 용 료: 월 개관일수에 따라 변동(일일 사용료 500원* 월사용료수)
- 운영절차: 이용자 신청(사무실 개인연구실접수대장) → 매월말일 개인연구실 접수 → 공실에 따른 사용허가 신청접수 → 사용료고지서 발부 → 입관권교부 → 개인연구실 사용허가 결재 → 개인연구실 수납부 정리

## 도서 현황(2011년 6월말 기준)
| 계        | 총류  | 철학  | 종교  | 사회과학 | 순수과학 | 기술과학 | 예술  | 어학  | 문학   | 역사   |
| --------- | ----- | ----- | ----- | -------- | -------- | -------- | ----- | ----- | ------ | ------ |
|           | 000   | 100   | 200   | 300      | 400      | 500      | 600   | 700   | 800    | 900    |
| 183,366권 | 6,715 | 8,847 | 4,672 | 30,285   | 10,983   | 11,562   | 7,564 | 6,458 | 81,467 | 14,813 |

## 같이 보기
- 광주중앙도서관
- 광주점자도서관
- 무등도서관
- 광주북구일곡도서관
- 산수도서관
- 전남대학교 도서관
- 조선대학교 도서관
- 호남대학교 도서관
- 광주대학교 도서관
- 광주여자대학교 도서관